# Eredivisie de 2013–14
A Eredivisie de 2013–14 foi a 58ª edição do Campeonato Holandês de Futebol. A disputa é com o mesmo regulamento dos anos anteriores, quando foi implementado o sistema de pontos corridos.

## Regulamento
A Eredivisie está sendo disputada por 18 clubes em 2 turnos. Em cada turno, todos os times jogam entre si uma única vez. Os jogos do segundo turno serão realizados na mesma ordem no primeiro, apenas com o mando de campo invertido. Não há campeões por turnos, sendo declarado campeão holandês o time que obtiver o maior número de pontos após as 34 rodadas.

### Critérios de desempate
Caso haja empate de pontos entre dois clubes, os critérios de desempates serão aplicados na seguinte ordem:
1. Número de vitórias
2. Saldo de gols
3. Gols marcados
4. Confronto direto
5. Número de cartões vermelhos
6. Número de cartões amarelos

### Playoffs

#### Liga Europa da UEFA
Os clubes que ficaram entre a quarta e a sétima posição disputarão duas fases de playoffs. Esses playoffs são realizados na série "melhor de 3 partidas", sendo que os melhores colocados vão disputar o segundo jogo (e o terceiro, caso haja) em casa. o vencedor dos playoffs disputarão a Liga Europa da UEFA na temporada 2014-15.

#### Promoção/Rebaixamento
O penúltimo e o antepenúltimo colocado do campeonato vai disputar junto com os outros dez clubes da Eerste Divisie (a Segunda Divisão Holandesa) disputarão três fases de playoffs. Sendo que no caso dos que disputam a primeira divisão vão disputar a partir da segunda fase.
Na primeira fase, onde disputam apenas quatro clubes da segunda divisão (duas em cada chave), são disputados apenas confrontos de ida e volta (com o gol fora como desempate). Nas duas ultimas fases, são realizados na série "melhor de 3 partidas".
Na ultima fase, restam 4 clubes. Os vencedores de cada partida disputam a primeira divisão na temporada 2013-14, enquanto os eliminados vão disputar a segunda divisão na mesma temporada.
| Clube              | Localização   | Estádio                  | Capacidade |
| ------------------ | ------------- | ------------------------ | ---------- |
| ADO Den Haag       | La Haya       | Kyocera Stadion          | 15.000     |
| Ajax Amsterdam     | Amsterdam     | Amsterdam ArenA          | 51.638     |
| AZ Alkmaar         | Alkmaar       | AFAS Stadion             | 17.150     |
| Cambuur Leeuwarden | Leeuwarden    | Cambuur                  | 10.250     |
| FC Feyenoord       | Roterdã       | Stadion Feyenoord        | 51.137     |
| Go Ahead Eagles    | Adelaarshorst | Deventer                 | 6.401      |
| FC Groningen       | Groninga      | Euroborg                 | 22.329     |
| SC Heerenveen      | Heerenveen    | Abe Lenstra Stadion      | 26.800     |
| SC Heracles Almelo | Almelo        | Polman Stadion           | 8.500      |
| NAC Breda          | Breda         | Rat Verlegh Stadion      | 19.000     |
| NEC Nijmegen       | Nimega        | Goffert Stadion          | 12.470     |
| PSV Eindhoven      | Eindhoven     | Philips Stadion          | 35.119     |
| RKC Waalwijk       | Waalwijk      | Mandemakers Stadion      | 7.500      |
| FC Twente          | Enschede      | De Grolsch Veste         | 24.244     |
| FC Utrecht         | Utrecht       | Galgenwaard              | 24.426     |
| SBV Vitesse        | Arnhem        | GelreDome                | 25.000     |
| PEC Zwolle         | Zwolle        | IJsseldelta              | 10.000     |
| Roda JC Kerkrade   | Kerkrade      | Parkstad Limburg Stadion | 19.979     |

## Classificação
| Pos | Equipes         | Pts | J  | V  | E  | D  | GM | GS | SG  | Classificação ou rebaixamento                                              |
| --- | --------------- | --- | -- | -- | -- | -- | -- | -- | --- | -------------------------------------------------------------------------- |
| 1   | Ajax            | 71  | 34 | 20 | 11 | 3  | 69 | 28 | +41 | Fase de Grupos da Liga dos Campeões da UEFA de 2014–15                     |
| 2   | Feyenoord       | 67  | 34 | 20 | 7  | 7  | 76 | 40 | +36 | Terceira pré-eliminatória da Liga dos Campeões da UEFA de 2014–15          |
| 3   | Twente          | 63  | 34 | 17 | 12 | 5  | 72 | 37 | +35 | Rodada de Playoff da Liga Europa da UEFA de 2014–15                        |
| 4   | PSV Eindhoven   | 59  | 34 | 18 | 5  | 11 | 60 | 45 | +15 | Terceira pré-eliminatória da Liga Europa da UEFA de 2014-15                |
| 5   | Heerenveen      | 57  | 34 | 16 | 9  | 9  | 72 | 51 | +21 | Play-off para a Segunda pré-eliminatória da Liga Europa da UEFA de 2014-15 |
| 6   | Vitesse         | 55  | 34 | 15 | 10 | 9  | 65 | 49 | +16 | Play-off para a Segunda pré-eliminatória da Liga Europa da UEFA de 2014-15 |
| 7   | Groningen       | 51  | 34 | 14 | 9  | 11 | 57 | 53 | +4  | Play-off para a Segunda pré-eliminatória da Liga Europa da UEFA de 2014-15 |
| 8   | AZ Alkmaar      | 47  | 34 | 13 | 8  | 13 | 54 | 50 | +4  | Play-off para a Segunda pré-eliminatória da Liga Europa da UEFA de 2014-15 |
| 9   | ADO Den Haag    | 43  | 34 | 12 | 7  | 15 | 45 | 64 | −19 |                                                                            |
| 10  | Utrecht         | 41  | 34 | 11 | 8  | 15 | 46 | 65 | −19 |                                                                            |
| 11  | PEC Zwolle      | 40  | 34 | 9  | 13 | 12 | 47 | 49 | −2  | Terceira pré-eliminatória da Liga Europa da UEFA de 2014-15                |
| 12  | Cambuur         | 39  | 34 | 10 | 9  | 15 | 40 | 50 | −10 |                                                                            |
| 13  | Go Ahead Eagles | 38  | 34 | 10 | 8  | 16 | 45 | 69 | −24 |                                                                            |
| 14  | Heracles Almelo | 37  | 34 | 10 | 7  | 17 | 45 | 59 | −14 |                                                                            |
| 15  | NAC Breda       | 35  | 34 | 8  | 11 | 15 | 43 | 54 | −11 |                                                                            |
| 16  | RKC Waalwijk    | 32  | 34 | 7  | 11 | 16 | 44 | 64 | -20 | Play-off de Rebaixamento                                                   |
| 17  | NEC Nijmegen    | 30  | 34 | 5  | 15 | 14 | 54 | 82 | −28 | Play-off de Rebaixamento                                                   |
| 18  | Roda JC         | 29  | 34 | 7  | 8  | 19 | 44 | 69 | −25 | Zona de rebaixamento à Eerste Divisie                                      |

## Evolução das posições
| Equipe / Rodada    | 1  | 2  | 3  | 4  | 5  | 6  | 7  | 8  | 9  | 10 | 11 | 12 | 13 | 14 | 15 | 16 | 17 | 18 | 19 | 20 | 21 | 22 | 23 | 24 | 25 | 26 | 27 | 28 | 29 | 30 | 31 | 32 | 33 | 34 |
| Equipe / Rodada    |    |    |    |    |    |    |    |    |    |    |    |    |    |    |    |    |    |    |    |    |    |    |    |    |    |    |    |    |    |    |    |    |    |    |
| ------------------ | -- | -- | -- | -- | -- | -- | -- | -- | -- | -- | -- | -- | -- | -- | -- | -- | -- | -- | -- | -- | -- | -- | -- | -- | -- | -- | -- | -- | -- | -- | -- | -- | -- | -- |
| Ajax               | 2  | 8  | 4  | 4  | 4  | 4  | 7  | 4  | 3  | 4  | 2  | 6  | 3  | 2  | 2  | 2  | 2  | 1  | 1  | 1  | 1  | 1  | 1  | 1  | 1  | 1  | 1  | 1  | 1  | 1  | 1  | 1  | 1  | 1  |
| Feyenoord          | 14 | 16 | 17 | 15 | 12 | 12 | 8  | 7  | 4  | 5  | 8  | 4  | 6  | 7  | 4  | 4  | 4  | 4  | 4  | 4  | 4  | 4  | 3  | 3  | 4  | 4  | 4  | 4  | 5  | 2  | 2  | 2  | 2  | 2  |
| Twente             | 11 | 5  | 3  | 3  | 3  | 6  | 3  | 1  | 1  | 1  | 1  | 3  | 5  | 3  | 3  | 3  | 3  | 3  | 3  | 3  | 3  | 2  | 2  | 2  | 2  | 2  | 3  | 2  | 3  | 5  | 3  | 3  | 3  | 3  |
| PSV                | 5  | 1  | 1  | 2  | 2  | 2  | 1  | 2  | 2  | 2  | 4  | 5  | 8  | 8  | 10 | 10 | 9  | 7  | 8  | 6  | 7  | 7  | 6  | 5  | 5  | 5  | 5  | 5  | 2  | 3  | 5  | 5  | 4  | 4  |
| Heerenveen         | 3  | 3  | 5  | 6  | 5  | 3  | 4  | 3  | 5  | 9  | 11 | 11 | 9  | 9  | 8  | 8  | 5  | 5  | 5  | 5  | 5  | 5  | 5  | 6  | 6  | 6  | 6  | 6  | 6  | 6  | 6  | 6  | 6  | 5  |
| Vitesse            | 4  | 9  | 10 | 8  | 8  | 7  | 5  | 5  | 7  | 6  | 6  | 2  | 1  | 1  | 1  | 1  | 1  | 2  | 2  | 2  | 2  | 3  | 4  | 4  | 3  | 3  | 2  | 3  | 4  | 4  | 4  | 4  | 5  | 6  |
| Groningen          | 1  | 2  | 6  | 7  | 6  | 9  | 6  | 9  | 8  | 7  | 7  | 8  | 4  | 5  | 5  | 5  | 6  | 6  | 6  | 7  | 9  | 9  | 11 | 9  | 9  | 9  | 9  | 10 | 9  | 8  | 8  | 8  | 7  | 7  |
| AZ                 | 15 | 10 | 7  | 9  | 11 | 5  | 9  | 8  | 9  | 8  | 3  | 1  | 2  | 4  | 6  | 6  | 7  | 8  | 7  | 8  | 6  | 6  | 7  | 7  | 7  | 7  | 7  | 7  | 7  | 7  | 7  | 7  | 8  | 8  |
| ADO Den Haag       | 13 | 15 | 13 | 16 | 16 | 17 | 17 | 16 | 16 | 16 | 16 | 16 | 15 | 16 | 17 | 15 | 16 | 16 | 18 | 16 | 18 | 18 | 18 | 17 | 15 | 15 | 15 | 13 | 13 | 13 | 10 | 12 | 9  | 9  |
| Utrecht            | 8  | 12 | 16 | 14 | 15 | 11 | 14 | 14 | 15 | 13 | 15 | 12 | 13 | 12 | 9  | 7  | 8  | 9  | 9  | 11 | 12 | 12 | 14 | 15 | 13 | 13 | 14 | 14 | 14 | 14 | 14 | 11 | 12 | 10 |
| PEC Zwolle         | 6  | 4  | 2  | 1  | 1  | 1  | 2  | 6  | 6  | 3  | 5  | 7  | 7  | 6  | 7  | 9  | 10 | 11 | 11 | 9  | 8  | 8  | 8  | 8  | 8  | 8  | 8  | 8  | 8  | 9  | 9  | 9  | 10 | 11 |
| Cambuur Leeuwarden | 10 | 14 | 9  | 12 | 13 | 8  | 10 | 12 | 14 | 15 | 14 | 15 | 16 | 14 | 14 | 16 | 17 | 17 | 14 | 13 | 15 | 15 | 15 | 14 | 12 | 11 | 11 | 9  | 10 | 11 | 12 | 10 | 11 | 12 |
| Go Ahead Eagles    | 7  | 7  | 12 | 11 | 7  | 10 | 11 | 15 | 11 | 11 | 13 | 14 | 12 | 13 | 13 | 11 | 11 | 10 | 10 | 12 | 13 | 13 | 12 | 12 | 14 | 14 | 12 | 15 | 15 | 15 | 11 | 13 | 13 | 13 |
| Heracles Almelo    | 16 | 17 | 14 | 13 | 9  | 13 | 15 | 10 | 12 | 14 | 12 | 13 | 14 | 15 | 15 | 13 | 13 | 13 | 13 | 10 | 11 | 10 | 10 | 11 | 11 | 12 | 13 | 12 | 12 | 10 | 13 | 14 | 14 | 14 |
| NAC Breda          | 9  | 13 | 15 | 17 | 17 | 15 | 12 | 11 | 10 | 12 | 10 | 10 | 10 | 10 | 11 | 12 | 12 | 12 | 12 | 14 | 10 | 11 | 9  | 10 | 10 | 10 | 10 | 11 | 11 | 12 | 15 | 15 | 15 | 15 |
| RKC Waalwijk       | 12 | 6  | 8  | 10 | 14 | 16 | 16 | 17 | 17 | 17 | 18 | 17 | 17 | 17 | 16 | 17 | 15 | 14 | 15 | 17 | 14 | 14 | 13 | 13 | 16 | 16 | 16 | 16 | 16 | 16 | 16 | 16 | 16 | 16 |
| NEC                | 17 | 18 | 18 | 18 | 18 | 18 | 18 | 18 | 18 | 18 | 17 | 18 | 18 | 18 | 18 | 18 | 18 | 18 | 17 | 18 | 17 | 17 | 17 | 16 | 17 | 17 | 18 | 17 | 17 | 17 | 17 | 17 | 17 | 17 |
| Roda JC Kerkrade   | 18 | 11 | 11 | 5  | 10 | 14 | 13 | 13 | 13 | 10 | 9  | 9  | 11 | 11 | 12 | 14 | 14 | 15 | 16 | 15 | 16 | 16 | 16 | 18 | 18 | 18 | 17 | 18 | 18 | 18 | 18 | 18 | 18 | 18 |

## Estatísticas da temporada
| Alfreð Finnbogason                | Heerenveen | 29 | 31 |
| Graziano Pellè                    | Feyenoord  | 23 | 28 |
| Aron Jóhannsson                   | AZ         | 17 | 32 |
| Dušan Tadić                       | Twente     | 16 | 33 |
| Luc Castaignos                    | Twente     | 14 | 31 |
| Michael Higdon                    | NEC        | 14 | 32 |
| Jürgen Locadia                    | PSV        | 13 | 31 |
| Lex Immers                        | Feyenoord  | 12 | 32 |
| Memphis Depay                     | PSV        | 12 | 32 |
| Jens Toornstra                    | Utrecht    | 12 | 33 |
| Atualizado ao final da competição |            |    |    |

| Jogador             | Equipe     | Assistências | Partidas |
| ------------------- | ---------- | ------------ | -------- |
| Dušan Tadić         | Twente     | 14           | 33       |
| Alfreð Finnbogason  | Heerenveen | 10           | 31       |
| Jean-Paul Boëtius   | Feyenoord  | 9            | 29       |
| Hakim Ziyech        | Heereveen  | 9            | 31       |
| Lasse Schøne        | Ajax       | 8            | 29       |
| Nick van der Velden | Groningen  | 8            | 19       |
| Youness Mokhtar     | Zwolle     | 8            | 15       |
| Quincy Promes       | Twente     | 8            | 31       |
| Lucas Piazón        | Vitesse    | 8            | 28       |